# Подошьян, Андрей Орестович
Андре́й Оре́стович Подошья́н (род. 4 декабря 1958, Москва) — советский и российский актёр, режиссёр, художник, арт-фотограф.
Член Союза кинематографистов России, Союза театральных деятелей Российской Федерации и Творческого союза художников России.

## Биография
Андрей Подошьян родился 4 декабря 1958 года в Москве. Начал сниматься в кино в середине 1970-х годов. Первой актёрской работой была главная роль Принца в фильме-сказке «Принцесса на горошине» (1976) по Х. К. Андерсену.
В 1977 году поступил в Театральный институт имени Бориса Щукина на факультет «Актёр театра и кино» (худ. руководитель курса Леонид Владимирович Калиновский). В 1980 году по приглашению Олега Николаевича Ефремова перешёл к нему на актёрско-режиссёрский курс в Школу—студию МХАТ им. Вл. И. Немировича-Данченко при МХАТ им. А. П. Чехова. Окончил её в 1982 году.
С 1982 по 1984 год служил в рядах Советской армии. После возвращения из армии продолжил съемки в кино.

## Семья
Мать — Подошьян Ирина Аветисовна

Отчим — Тиктинский-Шкловский Виктор Маркович

## Роли в кино и телесериалах
| Год  | Фильм                                 | Роль                                                               |
| ---- | ------------------------------------- | ------------------------------------------------------------------ |
| 1976 | Принцесса на горошине                 | Принц                                                              |
| 1979 | Эй, кто-нибудь!                       | Парень                                                             |
| 1985 | Тайная прогулка                       | Артём Чапарьян («Чапа»), разведчик, рядовой Красной армии          |
| 1985 | Капкан для шакалов                    | Акбар Рахманов                                                     |
| 1986 | Крик дельфина                         | Аварийный Джек                                                     |
| 1986 | Лермонтов                             | Столыпин-Монго, двоюродный дядя Лермонтова                         |
| 1986 | Михайло Ломоносов                     | Алексей Константинов                                               |
| 1989 | Сирано де Бержерак                    | Кристиан де Невильет                                               |
| 1989 | Шакалы                                | «Геббельс», лидер неонацистов                                      |
| 1990 | Битва трёх королей                    | Ахмед, брат Абдельмалека                                           |
| 1991 | Кровь                                 | Айк                                                                |
| 1992 | Mad Dog Coll (Killer Instinct)        | Барелли                                                            |
| 1992 | Джой в Москве                         | Вилли                                                              |
| 1994 | Игра                                  | Левон                                                              |
| 1994 | Зона Любэ                             | Старший брат девочки-цыганки                                       |
| 1995 | Приключения Полины и Мастера          | Мастер                                                             |
| 1997 | Фан                                   | Билли                                                              |
| 1998 | Пародия на латиноамериканские сериалы | Хулио                                                              |
| 1999 | Каменская. Игра на чужом поле         | Дамир Исмаилов                                                     |
| 2001 | Курортный роман (Школа выживания)     | Сусанин                                                            |
| 2002 | В движении                            | Рогозин                                                            |
| 2003 | Удар Лотоса 3: Загадка Сфинкса        | Фомичёв                                                            |
| 2005 | Чайка                                 | Илья Афанасьевич Шамраев. Поручик в отставке, управляющий у Сорина |
| 2006 | Снежная королева                      | Тимур, отец Кая                                                    |
| 2007 | Джоконда на асфальте                  | '                                                                  |
| 2008 | Холодное солнце                       | Рерберг                                                            |
| 2008 | Клуб (6 сезон)                        | Художник Георгий Алексеевич, преподаватель Строгановки             |
| 2010 | Москва. Три вокзала                   | Владимир Магнольский                                               |
| 2011 | Мужская женская игра                  | Жигун                                                              |
| 2011 | Вуазен. Воздушный экспресс            | Маркиз де Барди                                                    |
| 2012 | Не жалею, не зову, не плачу           | Вениамин Семёнович Гадальский                                      |
| 2014 | Кураж                                 | Дирижер, жених Галлы (прототип: Константин Орбелян)                |

## Фотография и живопись
Андрей Подошьян — фотохудожник и живописец. По словам Подошьяна, для него главное, чтобы каждая фотография или картина имела свою драматургию, а не была пустой констатацией факта.
В 2001 году он был принят в Творческий союз художников России в секцию живописи. В том же году в Большом Манеже прошла его первая персональная фотовыставка. В 2002 году за участие в персональной выставке в Доме Правительства Российской Федерации Андрею Подошьяну был вручен лист благодарности от Профсоюзного комитета Администрации Президента РФ. Из путешествий он привозит много фотоматериала, что позволяет ему плодотворно сотрудничать с журналами как автору фотографий и текстов статей. Его художественные фотографии и живопись находятся в частных коллекциях как России, так и за её пределами.
Андрей Подошьян снял сотни портфолио для актёров и моделей. Как дизайнер создаёт театральные афиши, ежегодные настенные календари, обложки для музыкальных дисков. Работает на съёмочных площадках в качестве фотографа, отдавая предпочтение «костюмным» и ретро сюжетам. На его счету фотосессии и киноафиши к фильмам таких известных режиссёров, как Сергей Соловьев, Владимир Хотиненко, Маргарита Терехова, Александр Хван. Подошьян сотрудничает с дизайнерами интерьеров, как автор фотопостеров, живописи и графики.

## Статьи и интервью
- Марокко. Андрей Подошьян — Журнал «Caprice»
- Project «Best Photographer» — Журнал 'Caprice"
- Nikon Россия: Андрей Подошьян
- Дом Творчества «Актер» в Ялте. Наши гости: Андрей Подошьян
- Культура: Андрей Подошьян
- Интервью с Андреем Подошьяном
- Андрей Подошьян — Журнал «Квартирный ответ»
- Андрей Подошьян об актерском искусстве и о фотографии 10 апреля 2013 г.